# گادجی نبی‌یف
گادجی نبی‌یف (به روسی: Гаджи Камилович Набиев؛ زادهٔ ۵ ژوئن ۱۹۹۵) یک کشتی‌گیر آزادکار اهل کشور روسیه است.
از افتخارات وی می‌توان به کسب مدال برنز مسابقات قهرمانی کشتی جهان ۲۰۱۹ اشاره کرد.

## مسابقات قهرمانی کشتی جهان ۲۰۱۹
نبی‌یف در وزن ۷۹ کیلوگرم کشتی آزاد مسابقات قهرمانی کشتی جهان ۲۰۱۹ نورسلطان حاضر بود که در مسابقه اول یودای تاکاهاشی از ژاپن را شکست داد اما در مسابقه بعد به کایل داک از آمریکا باخت و با توجه به حضور این کشتی‌گیر در فینال، به دیدار شانس مجدد رفت. او در مراحل شانس مجدد اوبیک نصیروف از قرقیزستان را شکست داد و به دیدار رده‌بندی رسید. وی در این دیدار رشید قربانف از ازبکستان را شکست داد و مدال برنز وزن ۷۹ کیلوگرم را بدست آورد.